# Wandsbek Quarree
Das QUARREE Wandsbek ist ein Einkaufszentrum im Hamburger Stadtteil Wandsbek. Eigentümer ist seit 2002 Union Investment, Betreiber ist seit 2015 das portugiesische Unternehmen Sonae Sierra.

## Geschichte

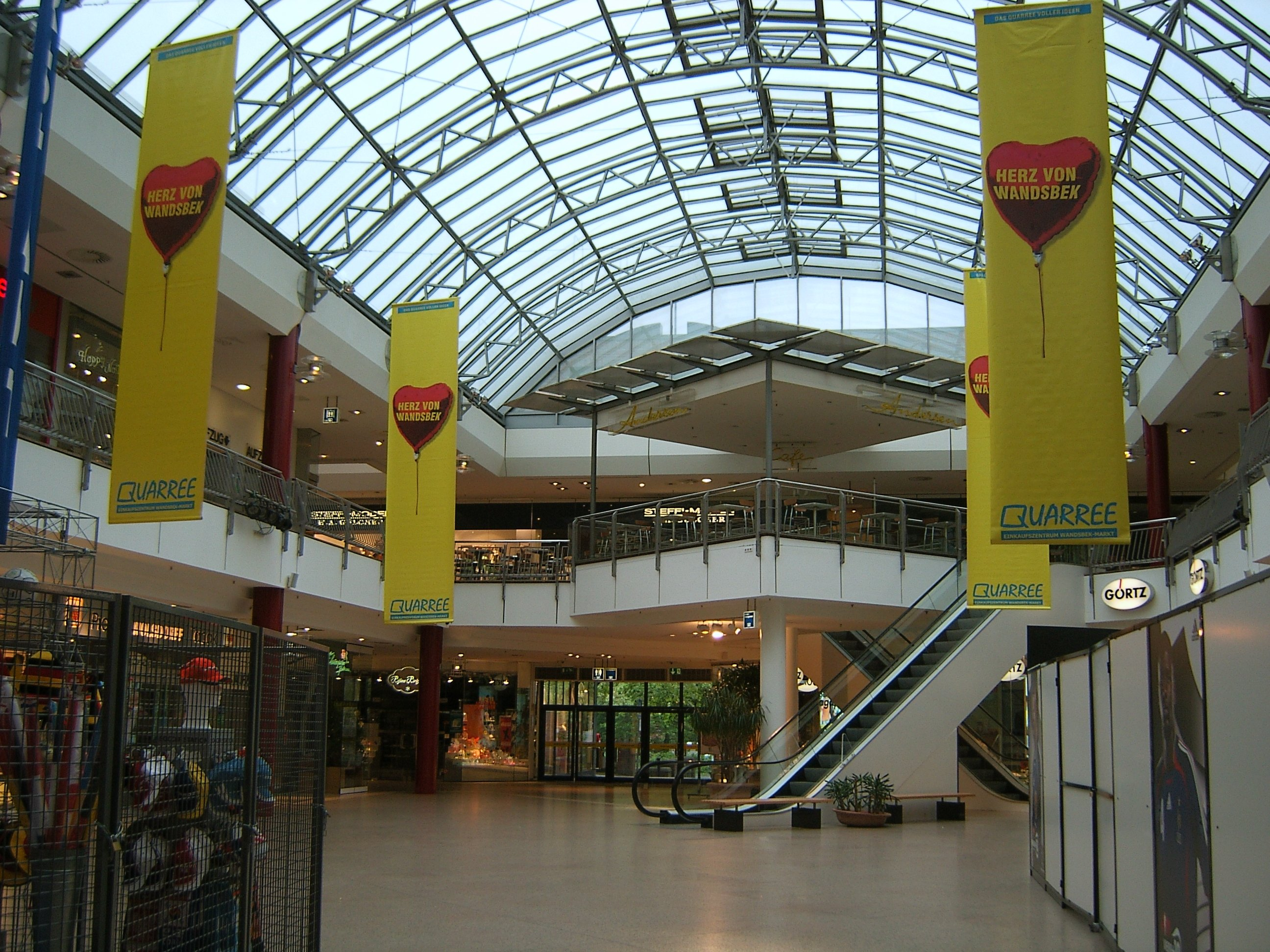
Einkaufszentrum Quarree in Wandsbek

Das Wandsbek Quarree entstand in mehreren Bauabschnitten: Der älteste Teil (das heutige Q II bzw. Quarree 2 zwischen Klappstraße und Hinterm Stern) wurde von 1979 bis 1982 als Warenhaus Horten erbaut. 1988 folgte das heutige Q I (Quarree 1) zwischen Schünemannstieg, Quarree und Klappstraße. Ebenfalls 1988 wurde die bisherige Horten-Immobilie erworben und als Q II in den neuen Einkaufskomplex einbezogen. Eine spezielle Brückenkonstruktion machte im Jahr 2000 den Einbau eines Multiplex-Kinos auf dem Dach des Q I möglich. Im Jahr 2010 wurde das Einkaufszentrum zur Wandsbeker Marktstraße um weitere 7500 m² vergrößert.
Das 2023 geschlossene und denkmalgeschützte ehemalige Karstadt-Haus am Wandsbeker Markt soll Bestandteil des Einkaufszentrums werden. Im Dezember 2023 begannen die Bauarbeiten und sollen voraussichtlich 2027 abgeschlossen sein.

## Einzugsbereich des Einkaufszentrums
Das Einkaufszentrum liegt im Zentrum des Hamburger Stadtteils Wandsbek und damit gleichzeitig im Zentrum des gleichnamigen Bezirks. In seinem Einzugsgebiet, das u. a. die benachbarten Stadtteile Hamm, Horn und Eilbek umfasst, leben rund 460.000 Einwohner. Etwa 40.000 Menschen besuchen täglich das Quarree, darunter befinden sich Einwohner sowie Menschen, die von auswärts nach Hamburg reisen.